# Wakutama-See
Der Wakutama-See (jap. 湧玉池, Wakutama-ike) ist ein japanischer See mit heißer Quelle, der auf dem Gelände des Shinto-Schreins Fujisan Hongū Sengen Taisha in Fujinomiya in der Präfektur Shizuoka liegt. Er wurde aufgrund seines Wassers, das als unterirdischer Fluss mit Schmelzwasser des Fuji durch mehrere Lava- und Basaltschichten hervorquillt, im November 1944 zum Naturdenkmal und 1952 zum landesweiten „besonderen Naturdenkmal“ ernannt Darüber hinaus wurde der See in die „Liste der 100 berühmten Gewässer der Heisei-Zeit“ aufgenommen. Benannt ist der See in Anlehnung an ein Gedicht von Taira no Tanemori (?–991) aus der Heian-Zeit, das die vom Boden des Sees aufsteigenden Luftblasen beschreibt.
Die Wassertemperatur der etwa 3,5 Liter, die pro Sekunde aus der Quelle hervorsprudeln, beträgt 13 °C. Das Wasser gilt als sehr reines Wasser und wird zur rituellen Reinigung (水垢離, mizugori) verwendet.